# John F. Sowa
John F. Sowa (* 1940) ist Mathematiker und promovierter Informatiker mit Forschungsschwerpunkten Konzeptgraphen (Conceptual Graphs basierend auf den Existential Graphs von Charles Sanders Peirce), Knowledge Sharing und Ontologien. Er arbeitete 30 Jahre bei IBM und verbrachte die letzten Jahre mit Forschung und Lehre.

## Werke
- Knowledge Representation, Logical, Philosophical, and Computational Foundations. Brooks Cole Publishing Co., 1999, ISBN 0-534-94965-7
- Conceptual graphs for a data base interface. In: IBM Journal of Research and Development. Band 20, Nr. 4, 1976, Seite 336–357, (online)
- Conceptual Structures: Information Processing in Mind and Machine. Addison-Wesley, Boston 1984, ISBN 0-201-14472-7